# Басоли
Басоли (Башохли) — город и район в округе Катхуа Джамму и Кашмира, Индия. В этом городе изготавливают знаменитые басольские рисунки.

## Географическое положение
Басоли расположен: 32°30′ с. ш. 75°49′ в. д.. Средняя высота — 460 метров (1509 футов).

## Демография
По переписи населения Индии 2001 года, Басоли населяют 5865 человек. Мужчины составляют 53 % населения и женщины 47 %. Уровень грамотности 77 %, гораздо выше среднего по стране 59,5 %; из них 57 % мужчин и 43 % женщин — грамотны. 12 % населения моложе 6 лет.

## Басольские рисунки

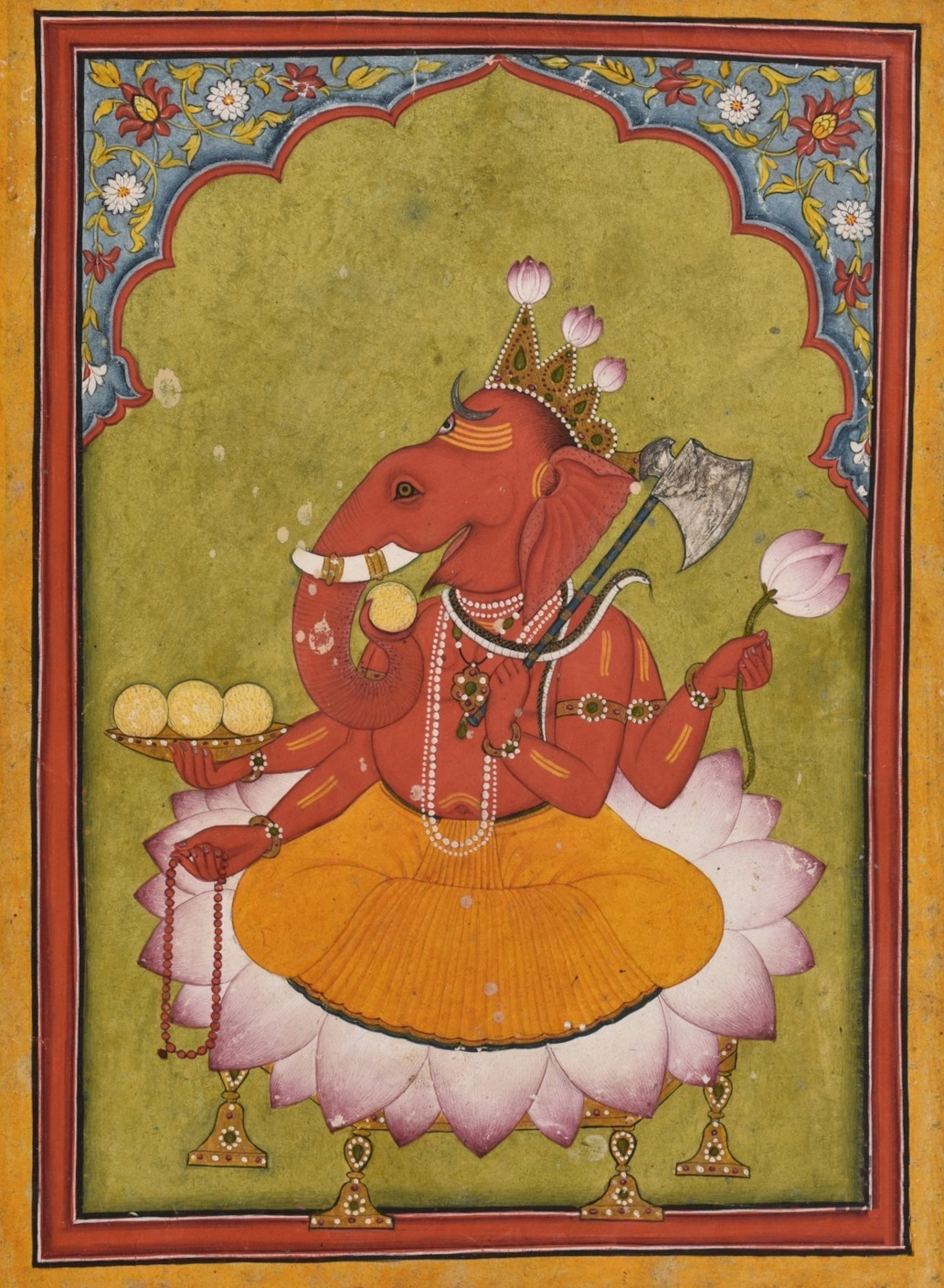
Ганеша (ок. 1730).

Басоли славится картинами, называемыми Басольские рисунки, развивались вначале в пахарийской художественной школе, и развившиеся в плодотворную школу Живопись Кангра в середине 18 века.

### История
Живопись сделала Басоли синонимом энергичного, смелого, творческого стиля, богатого и развивающегося. Знатоки говорят, что живопись «обессмертила» Басоли. Басольский стиль развивался на основе художественных традиций использования цвета и позы, характерный для Западных Гималаев в Джамму и Пенджабе. Ранний басольский стиль появился при Раджа Кирпал Пале (1678-93).
Возникнув в Басоли, стиль распространился на холмовые княжества Манкот, Нурпур, Кулу, Манди, Сукет, Биласпур, Налагарх, Чамба, Гулер и Кангра. Впервые упомянуты в ежегодном докладе Археологического управления в 1921 году. В докладе говорится, что в Лахорский Музей поступила «серия старых рисунков Басольской Школы была закуплена, и Куратор пришёл к выводу, что басольская школа, возможно, до-могольского происхождения, и так называемые рисунки „тибети“, не что иное, как продукт дальнейшего развития этой школы».

### Галерея

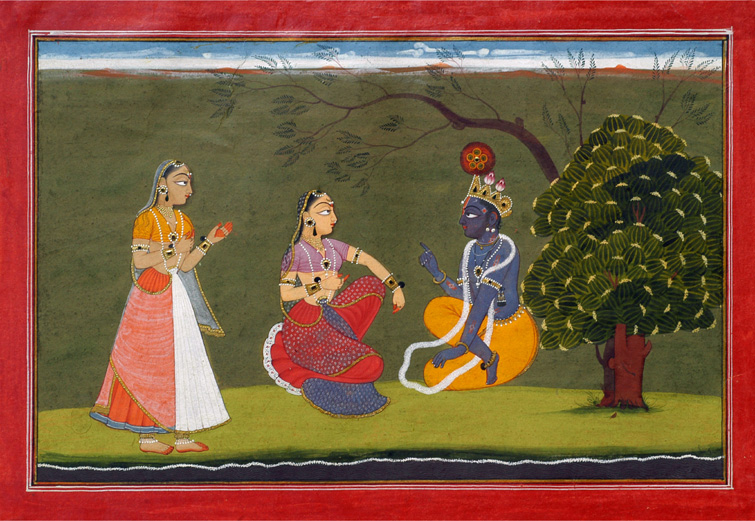
Дискуссия Радхи и Кришны, (Иллюстрация к Гитаговинда) Гуашь по бумаге (ок.1730).
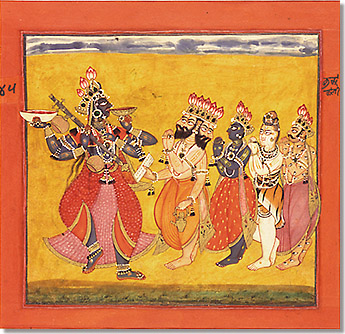
Танцующая богиня Бхадракали, пред молящимися богами. Басоли. Индия. ок 1660—70.
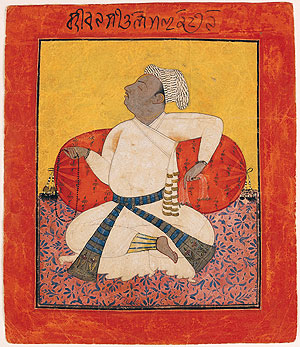
Махараджа Ситал Дев манкотский во время молитвы, Тушь, непрозрачная акварель, и серебро на бумаге (ок. 1690).
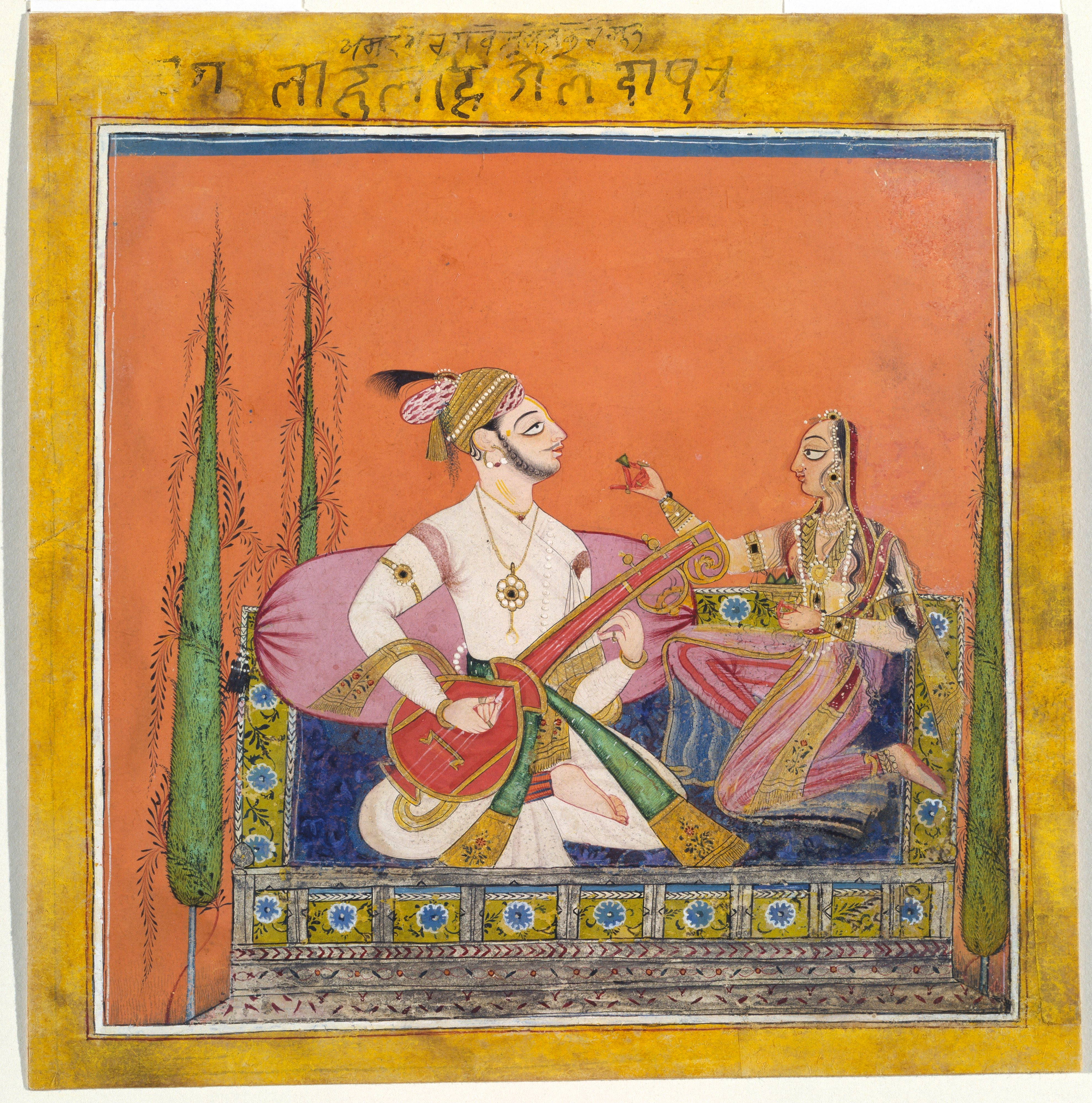
Раджапутра Велавала из  Бхаиравы, непрозрачная акварель с позолотой на бумаге (ок. 1710).